# Mariano José Pereira da Fonseca

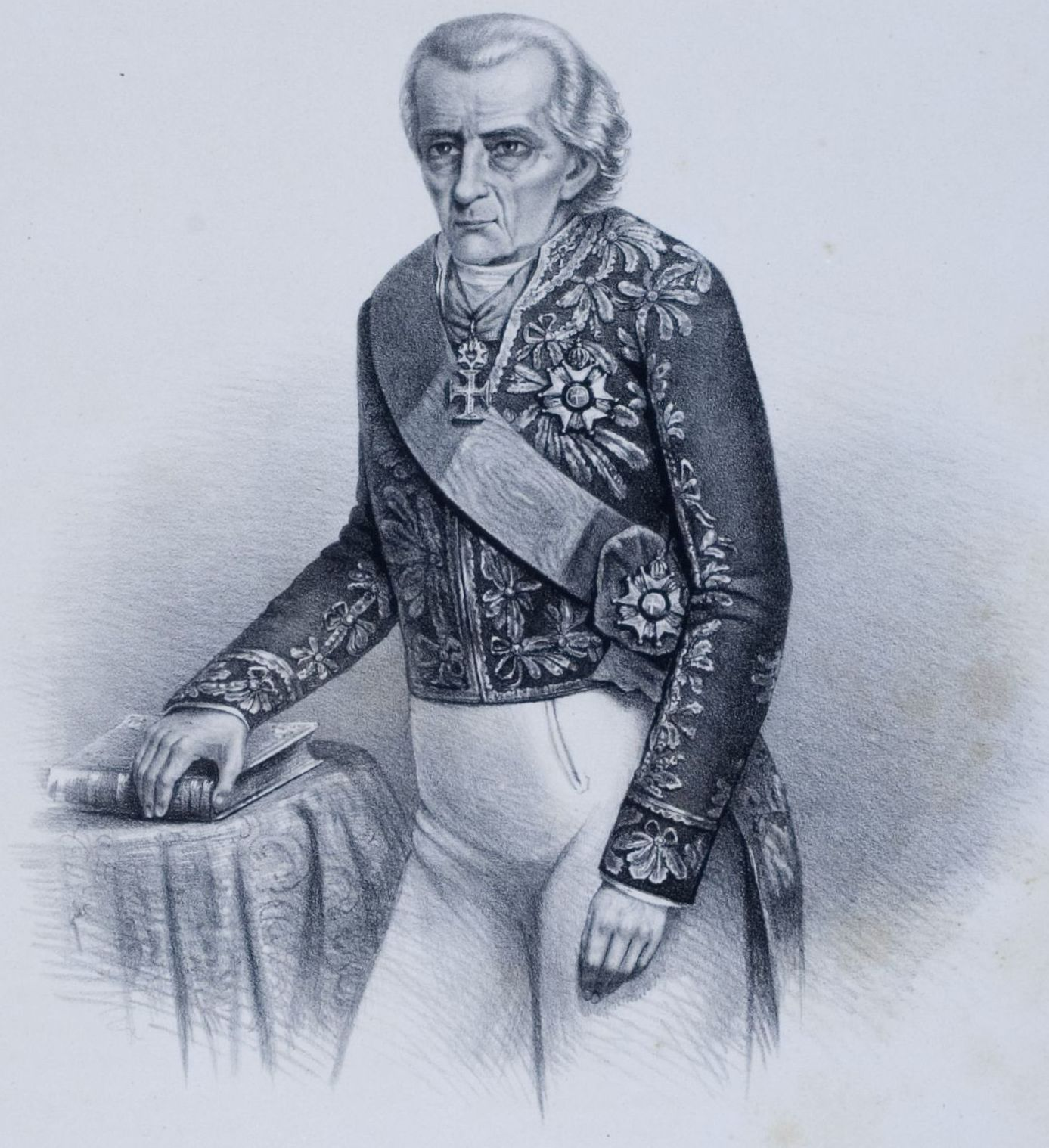
Marquês de Maricá.

Mariano José Pereira da Fonseca, primeiro e único visconde com grandeza e marquês de Maricá (Rio de Janeiro, 18 de maio de 1773 – Rio de Janeiro, 16 de setembro de 1848), foi um escritor, filósofo e político brasileiro.
Filho do comerciante português Domingos Pereira da Fonseca e de Teresa Maria de Jesus, natural do Rio de Janeiro. Em 1800, casou-se com Maria Barbosa Rosa do Sacramento.

## Carreira
Estudou no Real Colégio de Mafra entre 1785 e 1788. Neste mesmo ano, ingressou na Universidade de Coimbra, formando-se bacharel em Filosofia na Faculdade Matemática. Também consta que formou-se em Direito por esta universidade, atuando  como advogado no Rio de Janeiro.
Escritor respeitado, integrou a Sociedade Literária, criada no governo do vice-rei Luís de Vasconcelos e Sousa, em 1788. Participou de suas reuniões até 1790 quando o vice-rei foi substituído pelo conde de Resende e as reuniões cessaram, só retornando em 1794, período que as idéias políticas ganhavam terreno no Brasil, desde a morte de Tiradentes e com a difusão dos princípios das Revoluções Americanas e Francesa pelo mundo.
Denunciados como conspiradores, alguns membros da sociedade são implicados na Conspiração Carioca de 1794 e Mariano Fonseca está entre eles. São levados à fortaleza da Conceição, passando dois anos e oito meses na prisão sem que se prove sua culpa.
Se quando jovem tinha idéias liberais, após a libertação passa a ser conservador e ascende na vida pública brasileira. Assume diversos cargos no serviço régio a partir de 1808, sendo nomeado Deputado da Real Junta de Comércio, Agricultura, Fábricas e Navegação e membro da Junta de Direção da Impressão Régia, acumulando ainda o cargo de Tesoureiro desta. Foi eleito, em 1821, como membro da Junta Provisional de Governo da Província do Rio de Janeiro, ocupando o cargo de Secretário. Declarada a Independência do Brasil, foi Ministro Secretário de Estado dos Negócios da Fazenda (1823-1825), Conselheiro de Estado (1823-…) e Senador do Império do Brasil da primeira até a sétima legislatura (1826-1848). Como agradecimento por seu trabalho como um dos redatores da Constituição de 1824, foi agraciado por D. Pedro I com o título de Visconde de Maricá, em 1825, elevando-se a Marquês com grandeza de Maricá no ano seguinte.
Foi redator do jornal literário O Patriota e escreveu Máximas, Pensamentos e Reflexões, composta de quatro volumes, com um total de 3169 aforismos, publicada entre os anos de 1837 e 1841.